# Ekstensja (geologia)
Ekstensja (od łac. extensio: „rozszerzenie”, „rozciągnięcie”) – w geologii oznacza odkształcenie obiektu geologicznego, następujące wskutek działania naprężeń rozciągających (tensji). Odkształcenie to może mieć różnorodny charakter w zależności od skali i reologii odkształcanego obiektu; w szczególności ośrodek może przejawiać kruchość (pękać) lub plastyczność (odkształcać się plastycznie).
W skałach przejawem ekstensji może być cios ekstensyjny, w większej skali ekstensja może skutkować powstawaniem uskoków normalnych, a w skali globalnej ekstensja tworzy ryfty i skutkuje spreadingiem dna oceanicznego. Lokalna ekstensja może także towarzyszyć procesom orogenicznym, generalnie związanym z kompresją: przykładowo na przedpolu Alp dochodzi do powstawania rowów.